# John Chancellor
Pour les articles homonymes, voir Chancellor (homonymie).
John Chancellor, pseudonyme de Ernest Charles de Balzac Willett (1900-1971), est un auteur britannique de roman policier. Il a également signé quelques textes de science-fiction du pseudonyme Charles de Balzac-Rideaux.

## Biographie
Il est l'auteur d'une dizaine de romans policiers publiés dans les années 1920 et 1930. Deux d'entre eux, qui relèvent en grande part du roman d'aventures, sont consacrés au personnage de Frass. Ce héros sympathique et bon vivant, en fait une fripouille de premier ordre, se trouve souvent mêlé à des trafics illicites et des complots d'espionnage. Pourtant, il ne cherche pas les ennuis (ce sont eux qui lui tombent dessus), car ce qu'il préfère avant tout c'est de se la couler douce sur un yacht ou dans un hôtel quatre étoiles.
Sous le pseudonyme de Charles de Balzac-Rideaux, l'auteur a signé un roman de science-fiction sur le thème des robots et une nouvelle policière. Il a également écrit pour le théâtre.

## Œuvre

### Romans

#### SérieFrass
- Frass (1929)
- The Return of Frass (1930)

#### Autres romans policiers
- The Mystery of Norman’s Court (1923)
- The Ladder of Cards (1925) Publié en français sous le titre L’Échelle des cartes, Paris, Librairie des Champs-Élysées, Le Masque no 23, 1928
- The Dark God (1927) Publié en français sous le titre C’est fini, Paris, Librairie des Champs-Élysées, Le Masque no 14, 1928
- Mystery at Angel’s End (1930)
- Stolen Gold (1932)
- The Murder Syndicate (1949)
- The Prim Windows (1967)
- The Train with Misted Windows (1971), publication posthume

#### Autres romans
- Top Speed (1922), court roman pour les adolescents
- Her Garden Eden (1926)
- Another Man’s Wife (1931), court roman
- Desert Desire (1932)
- Love Under the Lanterns, or Possession (1935), court roman
- The Knave of Hearts (1937), court roman
- The Jersey Plunder (1970)

#### Roman signé Charles de Balzac-Rideaux
- The Rebel Robots (1934), roman de science-fiction

#### Roman en collaboration
- Double Death (1935), supervision et prologue par John Chancellor d'un roman écrit par Anthony Armstrong, Freeman Wills Crofts, Dorothy L. Sayers, John Victor Turner, Valentin Williams...

### Nouvelles

#### Signées John Chancellor
- The Case of Richard Craven (1922)
- Double Sentence (1932)
- Pearls for Tears (1934)
- Coronation Train (1937)
- Dead Man in Room 40 (1937)

#### Signée Charles de Balzac-Rideaux
- Paid in Error (1928)

### Théâtre
- King of the Damned (1934)
- Open All Night (1935)

### Autres publications
- How to Be Happy in Paris, Without Being Ruined! (1926)
- How to Be Happy in Berlin, Without Being Ruined! (1929)

## Adaptations
- 1934 : Open All Night (en) de George Pearson, avec Frank Vosper, Margaret Vines (en) et Gillian Lind
- 1935 : King of the Damned de Walter Forde, avec Conrad Veidt, Helen Vinson et Noah Beery
- 1938 : Paid in Error (en) de Maclean Rogers (en), avec George Carney (en), Tom Helmore et Lillian Christine

## Sources
- Jacques Baudou et Jean-Jacques Schleret, Le Vrai Visage du Masque, vol. 1, Paris, Futuropolis, 1984, 476 p. (OCLC 311506692), p. 104.